# レシェック・モジジェル
レシェック・モジジェル （ポーランド語: Leszek Możdżer、1971年3月23日 - ）は、ポーランドの音楽家、ジャズ・ピアニスト。映画音楽の作曲家、音楽プロデューサーでもある。

## 来歴・人物
1971年3月23日、ポーランドのグダニスク生まれ。両親のすすめで5歳の時にピアノを始める。1996年にグダニスク音楽アカデミーを卒業。これまでクシシュトフ・コメダ賞（1992年）、ポーランド外務大臣賞（2007年）など多数受賞している。
これまでに100以上の音楽作品に参加しており、コラボレーションしたアーティストは、パット・メセニー、デヴィッド・ギルモア、トーマス・スタンコ、アナ・マリア・ヨペックなど多数。
映画音楽の作曲家ともコラボレーションしており、『ネバーランド』や『HACHI 約束の犬』などの映画音楽で演奏している。
世界各国で公演を行っており、ショパン生誕200年にあたる2010年には、東京紀尾井ホールなどで来日公演を行った。

## ディスコグラフィ

### スタジオ・アルバム
- Chopin - impressions (1994年)
- Talk to Jesus, considéré comme album de l’annee 1996 selon la revue polonaise Jazz Forum (1996年)
- Facing the Wind, en duo avec un contrebassiste américain David Friesen (1996年)
- Chopin Demain-Impressions (1999年)
- Makowicz vs Możdżer, au カーネギー・ホール (2004年)
- Piano (2004年)
- Możdżer, Danielsson, Fresco – The Time, double disque de platine deux mois après sa publication (2005年)
- Możdżer, Danielsson, Fresco – Between Us And The Light, double disque de platine deux mois après sa publication (2006年)
- Pasodoble (Pasodoble, avec Lars Danielsson & Leszek Możdżer (2007年)
- Firebird V11, avec フィル・マンザネラ (2008年)
- Kaczmarek by Możdżer (2010年) Prix Frédéric album de l’annee 2010 de l'Académie Phonographique
- Komeda (2011年) double disque de platine
- Możdżer, Danielsson, Fresco – Polska (2013年)

### ライブ・アルバム
- Live in Sofia, avec Adam Pierończyk (choisi par les lecteurs de la revue polonaise Jazz Forum comme album de l’annee 1998 (1997年)
- Live in Ukraine 2003

### 映像作品
- Możdżer Danielsson Fresco LIVE CD&DVD (2007年) ※DVD